# Waverley (Taranaki)
Pour les articles homonymes, voir Waverley.
Waverley est une localité située dans le district de South Taranaki dans le sud de l'Île du Nord de la Nouvelle-Zélande.

## Situation
Elle est localisée à 44 km au nord-ouest de la ville de Wanganui. 
La ville de Patea est à 7 km vers l'ouest, et celle de Waitotara est à 10 km vers le sud-est. 

## Accès
La route State Highway 3/S H 3 (en) et la ligne de chemin de fer de Marton à New Plymouth (en) passent à travers la ville  , .

## Population
La population était de 861 habitants lors du recensement de la population en 2006, en diminution de 42 résidents par rapport à celui de 2001.

## Histoire
Waverley fut un important bastion colonial lors des Guerres de Nouvelle-Zélande de 1860, c’est-à-dire durant l'époque où elle était nommée Wairoa. 
La ville est bien connue pour ses fermes et ses écuries de pur-sang. 
La race de chevaux Kiwi (en) fut entraînée dans l’enclos de la ferme de moutons de Waverley par son propriétaire Snow Lupton, et apparue pour la dernière fois pour la finale gagnée de 1983 de la Coupe de Melbourne en Australie.

## Marae
Le Marae local nommé Te Wairoa-iti  et la maison de rencontre Maruata sont le lieu de rassemblement des Ngāti Tai (en), un hapū des Ngā Rauru Kītahi (en) , .

## Activité économique
Waverley possède une grande scierie qui emploie environ 48 personnes. 
Cette scierie est la seule scierie importante jusqu'à New Plymouth au nord et Levin au sud.

## Loisirs

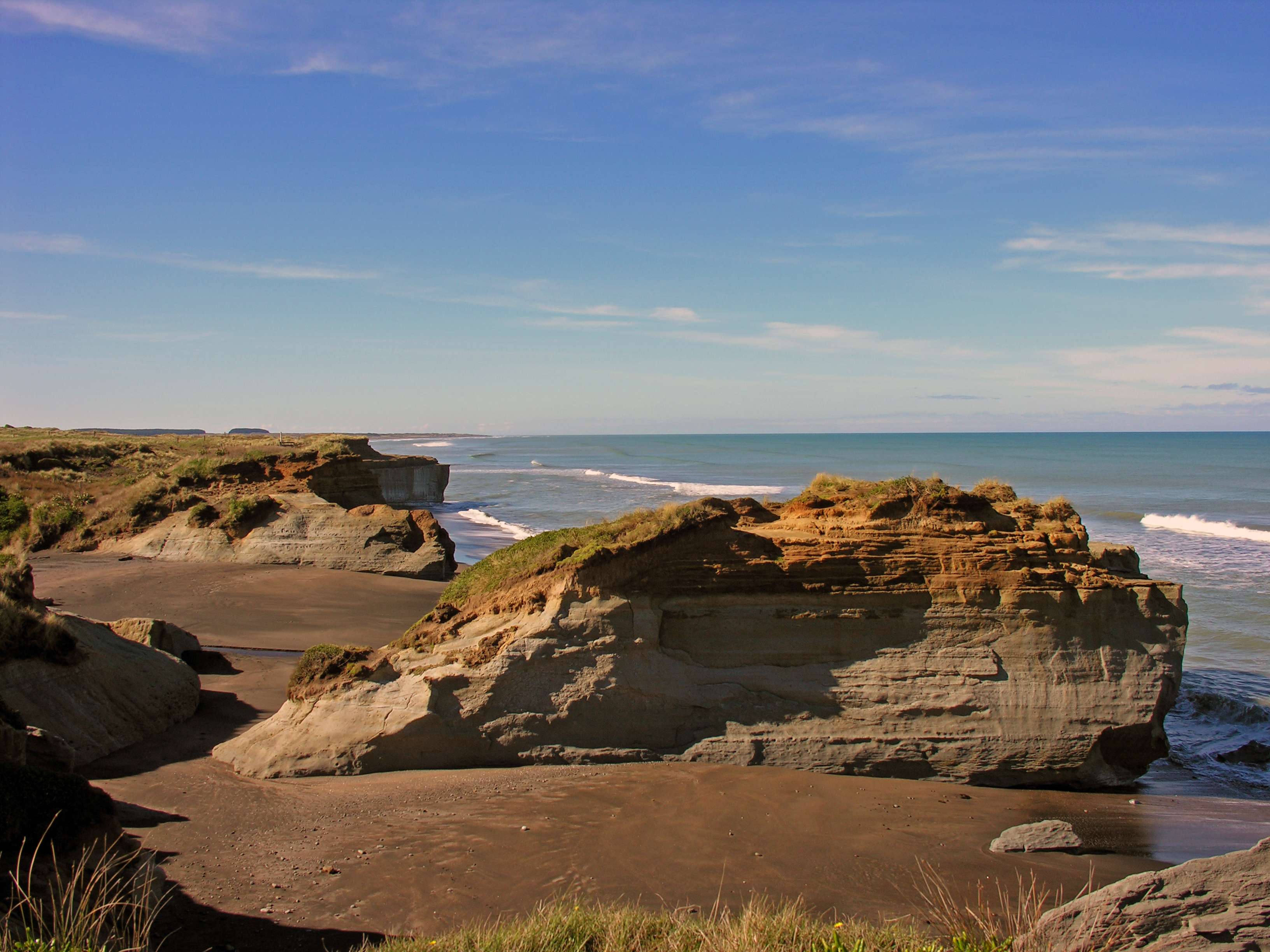
Plage de Waverley

Waverley a une plage de sable noir dont la couleur est due au fer qui s'est déposé dans le sable. 
Le terrain de camping sur la plage est largement utilisé lors des mois d'été, tout comme la plage elle-même, qui permet de faire du surf en toute sécurité.
Waverley a un certain nombre de cafés et de coffee shops ; c’est un lieu populaire pour une halte touristique avant d'entrer dans la région de Taranaki.
Waverley et les communes environnantes ont en commun une bibliothèque nommée LibraryPlus dépendant du conseil du district de South Tanaraki (en), qui fournit tous les services d'une bibliothèque mais assure aussi les services du conseil de district qui sont en rapport. 
Ces services comprennent entre autres : l'enregistrement de votre chien, le payement de vos taxes et vos demandes pour obtenir un permis de construire. 
D'autres services comprennent un Tot Time  pour les  moins de 5 ans et la fourniture de livres aux élèves pour les écoles intermédiaires et supérieures. 
La  LibraryPlus  a aussi trois ordinateurs offrant au public l'accès gratuit à internet et à Skype.
Waverley a un petit parc de skate, ainsi qu'une aire de jeux dans le parc de la ville, parc visible de la rue principale qui traverse Waverley. 
Il y a aussi des courts de tennis et sur Brassey St, il y a une petite piste de sauts en terre battue pour les vélos BMX. Les locaux l'appellent le circuit de BMX. 
Par ailleurs, les grottes réputées de la plage de Waverley se sont effondrées à cause de l'érosion.

## Éducation
- L'école de Waverley Primary School est une école mixte contribuant au primaire, allant de l'année 1 à 8, avec un taux de décile de 3 et un effectif de 136 élèves[6]. L’éducation publique a commencé dans le secteur en 1873 [7].
- L'école de école supérieure de Waverley (en) a fermé le 20 avril 2007 [8] après que son évaluation par le NCEA (en), qui fut considérée comme douteuse [9] , [10].

## Personnalités
- Simon Dickie (1951-2017), double champion olympique en aviron, est né à Waverley.
- Paul Williams (né en 1985), né à Waverley, arbitre international de rugby à XV.